# Pańska skórka

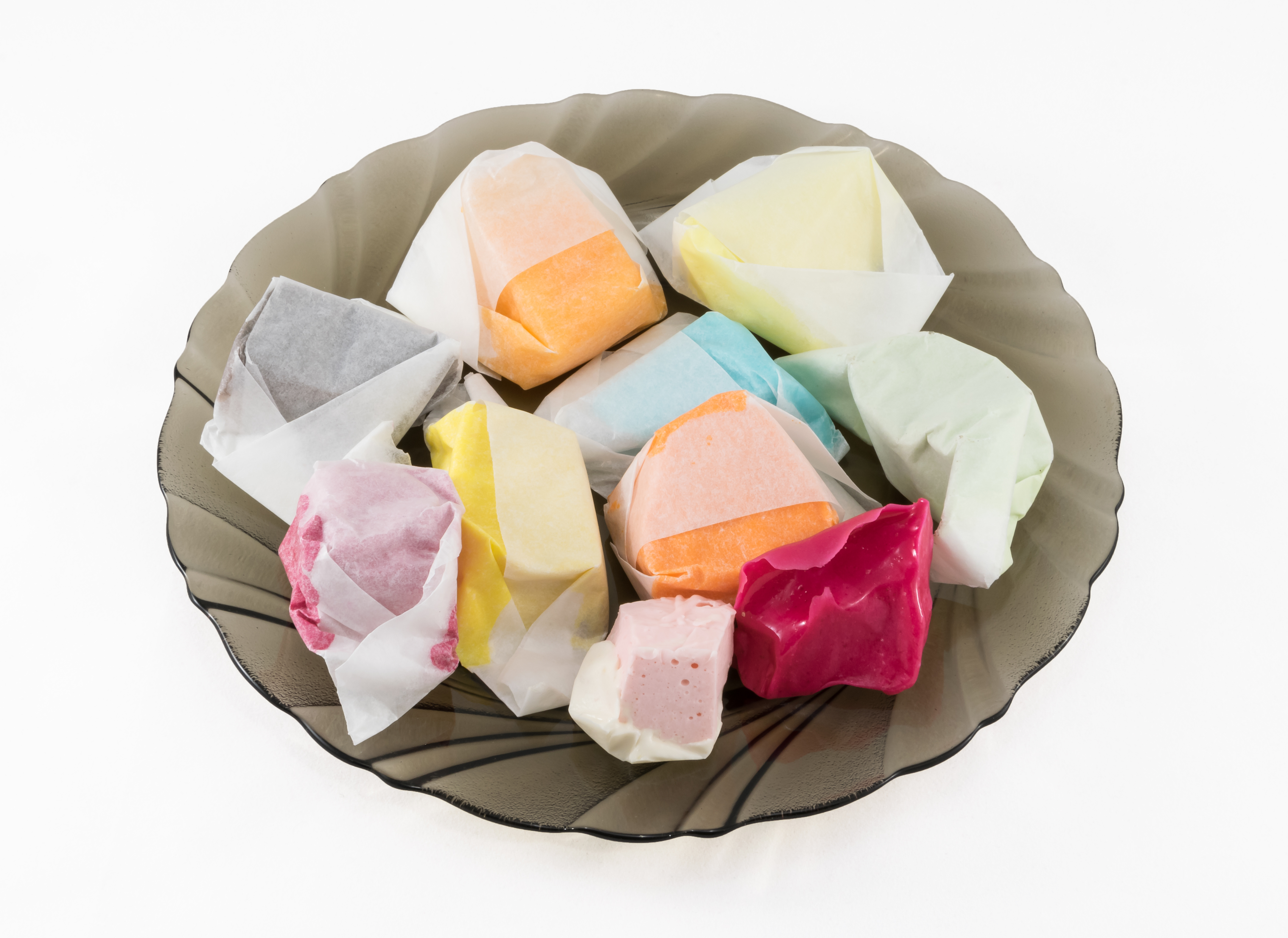
Cukierki pańska skórka

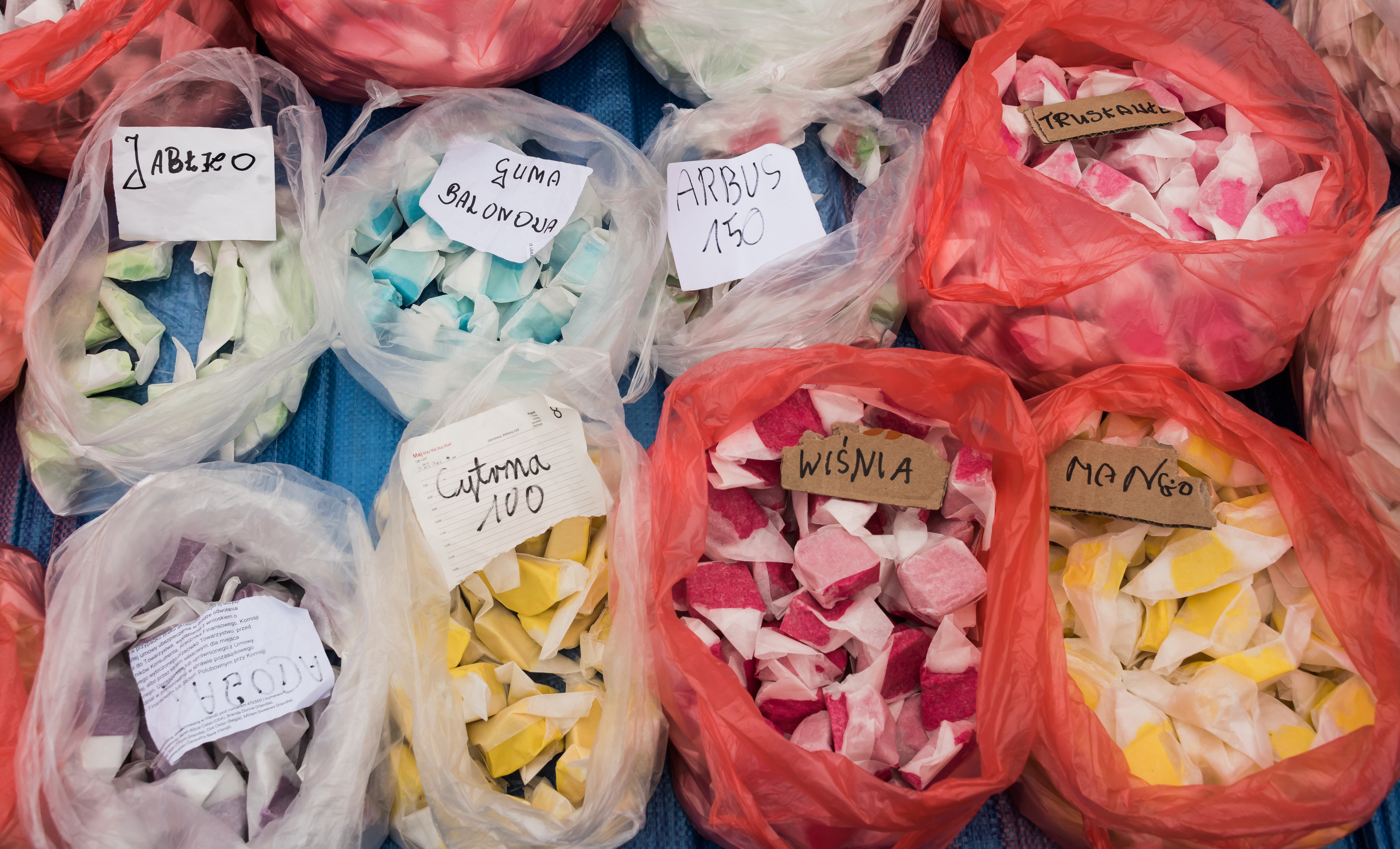
Pańska skórka w różnych smakach sprzedawana przy cmentarzu Bródnowskim w Warszawie

Pańska skórka – tradycyjny cukierek domowej roboty, zawijany w papierek i sprzedawany głównie w Warszawie oraz na Mazowszu.

## Opis
Pańska skórka w Słowniku warszawskim z początku XX wieku była nazywana panieńską skórką.
Cukierek jest wytwarzany z cukru, wody, syropu (np. truskawkowego), białek ubitych ze szczyptą soli, żelatyny i mąki ziemniaczanej. Po ugotowaniu masy jest ona wylewana na płaską blachę i po wystygnięciu krojona w kwadraty o boku ok. 3 cm.
Cukierek jest sprzedawany m.in. przy stołecznych cmentarzach w dniu Wszystkich Świętych.  W 2008 roku został wpisany na listę produktów tradycyjnych w województwie mazowieckim.
W Krakowie podobną rolę spełnia miodek turecki, a w Lublinie i na Lubelszczyźnie – szczypka.